# Maculoncus
Maculoncus es un género de arañas araneomorfas de la familia Linyphiidae. Se encuentra en Grecia y Taiwán.

## Lista de especies
Según The World Spider Catalog 12.0::
- Maculoncus orientalis Tanasevitch, 2011
- Maculoncus parvipalpus Wunderlich, 1995